# Manuel González García
Manuel González García (Sevilla, 25 de febrer de 1877 - Madrid, 4 de gener de 1940) fou un eclesiàstic espanyol, bisbe de Màlaga i de Palència. Conegut com a Apòstol dels Sagraris Abandonats i Bisbe del Sagrari Abandonat, va fundar diverses comunitats religioses. És venerat com a Sant per l'Església catòlica.

## Biografia
Manuel González García va néixer en una família humil de Sevilla, fill del fuster Martín González Lara i Antonia García, que van tenir quatre fills. Va estudiar al Colegio San Miguel, de Sevilla i fou escolà a la catedral; va continuar al seminari, on es doctorà en teologia i es llicencià en dret canònic. el 1901 fou ordenat sacerdot a Sevilla i l'any següent fou enviat a Palomares del Río (Sevilla) a predicar una missió: hi va trobar l'església abandonada i, davant el sagrari abandonat va pensar que hi hauria molts més arreu i va voler dedicar la seva vida a posar-hi remei.
Fou capellà de la residència de Germanetes dels Pobres de Sevilla. L'1 de març de 1902 fou nomenat rector de San Pedro de Huelva; durant onze anys visqué en aquesta ciutat, on era conegut com a l'arxiprest de Huelva, fins que fou nomenat bisbe auxiliar de Màlaga.

### Bisbats
El 6 de desembre de 1915, Benet XV el nomenà bisbe auxiliar de Màlaga i, a la mort del bisbe titular, n'ocupà el lloc. L'11 de maig de 1931, arran de la proclamació de la Segona República espanyola, una multitud va assaltar el palau episcopal de Màlaga, cremant-lo i destruint-ne l'arxiu i el patrimoni artístics, com també el de moltes esglésies de la ciutat. El bisbe fou expulsat de la ciutat i no hi tornà. Refugiat a Gibraltar, marxà a Madrid, i des del 1932 regia la diòcesi malacitana des d'allí.
Al llarg de la seva vida va fundar diverses confraries i congregacions religioses, destinades al foment de la devoció a l'Eucaristia entre els fidels; la majoria tenien el motiu del sagrari abandonat: la finalitat de les fundacions era, justament, reparar aquest abandonament. Així, fundà les associacions laiques: Maries dels Sagraris Abandonats (femenina), Deixebles de Sant Joan (masculina), Juanitos del Sagrario (actual Reparació Infantil Eucarística, per a nens) i la Joventut Eucarística Reparadora per a joves.
També va fundar instituts religiosos com: els Missioners Eucarístics Diocesans, congregació clerical, el 1918; les Germanes Maries Natzarenes, actuals Missioneres Eucarístiques de Natzaret, congregació religiosa femenina, el 1921; les Missioneres Auxiliars Natzarenes, institut secular femení, el 1933, i els Missioners Sagraris Calvaris, orde religiós de vida contemplativa per a la devoció eucarística, el 1939.
El 5 d'agost de 1935 fou nomenat bisbe de Palència per Pius XII. Hi coneix el futur beat Rafael Arnáiz i promou la revista infantil Reine. Des de Palència assisteix a l'inici de la Guerra civil espanyola i a la destrucció d'una gran quantitat d'esglésies i la mort de molts religiosos.
Va morir al sanatori del Rosario de Madrid, el 1940. Fou sebollit a la catedral de Palència, a la capella del Santíssim.

## Veneració
La causa de la seva beatificació s'obrí a Palència el 2 de maig de 1952; fou proclamat venerable el 6 d'abril de 1998, per Joan Pau II i beatificat el 29 d'abril de 2001 a Roma, pel mateix papa. El papa Francesc el va canonitzar com a Sant el 16 d'octubre de 2016. La seva festivitat litúrgica és el 4 de gener.